# Marcantonio Natta
Marcantonio Natta (Asti, 1500 circa – Casale Monferrato, 7 settembre 1568) è stato un giurista italiano.
Docente all'università di Pavia, fu autore di importanti opere come Il Dio (1560), Orazioni accademiche (1560), L'eloquenza dei cristiani (1562) e La dottrina dei principi.